# Haarlemse School

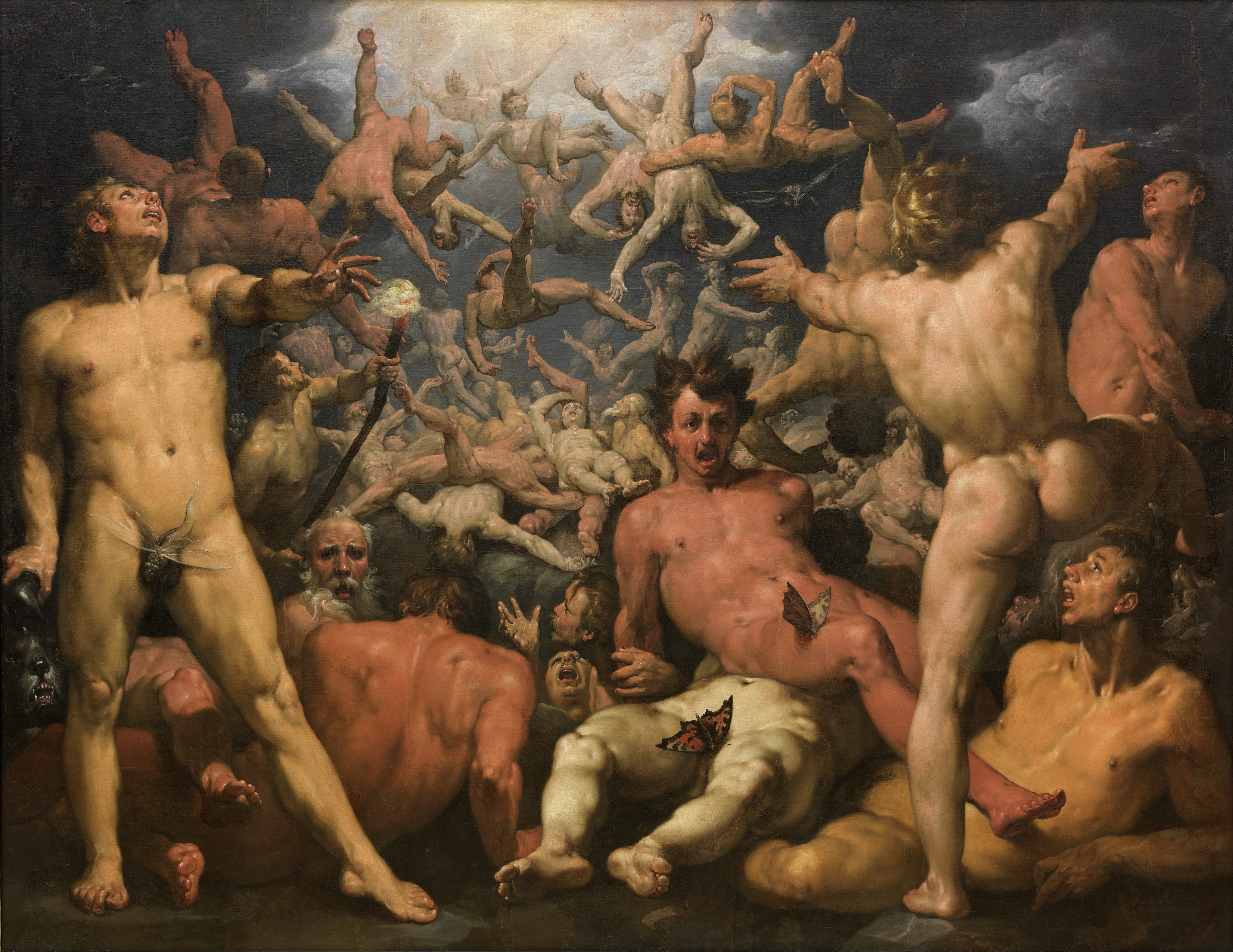
Cornelis Cornelisz. van Haarlem - De val der titanen

Jacob van Ruisdael, Gezicht op Haarlem

De Hollandse stad Haarlem is eeuwenlang een typische schildersstad geweest. De stad was op dit gebied in de Noordelijke Nederlanden zelfs toonaangevend, en in de jaren 1580 tot 1630 belangrijker dan bijvoorbeeld Amsterdam.

## Middeleeuwen en renaissance
Al in de middeleeuwen kende Haarlem belangrijke kunstschilders, zoals Geertgen tot Sint Jans en Jan Mostaert. In de eerste helft van de zestiende eeuw waren er enkele op de middeleeuwen georiënteerde kunstschilders zoals Jan Mandijn, die Jeroen Bosch-achtige taferelen schilderde. Tevens vermeldt Karel van Mander in zijn Schilderboeck dat Dirk Bouts uit Haarlem afkomstig zou zijn. 
Daarnaast betraden enkele kunstenaars het toneel die niet alleen zeer getalenteerd waren, maar ook internationaal georiënteerd: Jan van Scorel, die enkele jaren in Haarlem werkte, en zijn leerling Maarten van Heemskerck. Hun schilderijen laten zien hoe de Hollandse schilderkunst zich geleidelijk moderniseerde onder invloed van de Italiaanse renaissance. Zij schilderden naar Italiaans voorbeeld bijbelse en mythologische verhalen.
In de tweede helft van de zestiende eeuw waren er drie kunstschilders die opvielen: 
- Cornelis Cornelisz van Haarlem
- Hendrick Goltzius
- Karel van Mander

Samen vormen zij de "Haarlemse School" en worden wel de Haarlemse maniëristen genoemd. 
Zij volgen de ontwikkelingen in Italië, lieten zich vooral door de in Praag werkzame Vlaming Bartholomeus Spranger beïnvloeden en schilderden in de maniëristische stijl. Op hun vaak grote schilderijen beelden ze thema's uit de bijbel en de klassieke mythologie uit. Kenmerkend voor deze schilderijen zijn de virtuoos geschilderde naakten, die in soms wonderlijke houdingen blijk geven van grote elasticiteit.

## De Gouden Eeuw
Vanaf het einde van de 16de eeuw trad er een grote verandering op in de Haarlemse schilderkunst. Er ontstonden diverse nieuwe soorten schilderijen: 
- visstillevens
- bloemstillevens
- "tronies" (portretten)
- zeegezichten
- duinlandschappen
- winterlandschappen
- stadsgezichten
- boerenkermissen, enzovoort.

Niet zelden werd in deze schilderijen een zedenles verwerkt: "aardse rijkdom is vergankelijk" of: "overdaad schaadt". Dergelijke boodschappen werden overgebracht door middel van symbolen, zoals schedels en verwelkte bloemen, al of niet in combinatie met kostbaarheden.
Deze nieuwe richting in de kunst, typerend voor de Gouden Eeuw, had te maken met politieke, economische en godsdienstige ontwikkelingen. De Republiek was officieel protestants. De Rooms-Katholieke Kerk was als opdrachtgever zo goed als verdwenen. Daarvoor in de plaats kwamen de burgers; rijk geworden in de handel, kochten zij op grote schaal schilderijen. Deze nieuwe opdrachtgevers vroegen om schilderijen met profane onderwerpen en op "huiskamerformaat" met herkenbare voorstellingen. Kunstenaars pasten het formaat en de onderwerpen van hun schilderijen aan aan de smaak van hun nieuwe klanten.
In deze periode, waarbij de Haarlemse kunstenaars voorop liepen, ontstonden veel nieuwe typen schilderijen. Door zich te specialiseren in één of enkele van deze genres wisten de Haarlemse schilders een ongekende artistieke vlucht te nemen. 
Enkele beroemde voorbeelden zijn: 
- schuttersstukken en portretten van Frans Hals
- duinlandschappen van Jacob van Ruisdael
- pronkstillevens van Pieter Claesz en Willem Claeszoon Heda
- kerkinterieurs van Pieter Saenredam

Het Frans Hals Museum in Haarlem bezit van deze kunst vele voorbeelden.
Er waren echter ook landschapschilders in Haarlem werkzaam die naar Italië getrokken waren en het Italiaanse landschap als inspiratiebron bleven zien. De bekendste van hen was Nicolaes Berchem. 
Een andere stroming die zich vanaf de jaren 1620 deed gelden, was het classicisme, dat gladde, koele schilderijen voortbracht met verheven, meestal op onderwerpen uit de mythologie en op de literatuur uit de klassieke oudheid gebaseerde taferelen. Vertegenwoordigers van deze richting waren Salomon de Bray, Pieter de Grebber, Caesar van Everdingen en Jan de Bray. Hun werken deden het goed bij de Europese vorstenhoven.